# Манилайд
Манилайд (эст. Manilaid, также эст. Manõja, Manija: Мания) — эстонский остров в заливе Пярну, самый маленький заселённый остров в Европе. Манилайд входит в культурное пространство Кихну, которое занесено в список нематериального культурного наследия ЮНЕСКО.

## География
Манилайд — второй по величине остров в заливе Пярну после Кихну. Ширина острова достигает 500 метров в длину, а его самая высокая точка находится на высоте 5,2 метра над уровнем моря. Во время штормов Манилайд делится на три малых острова.

## Флора и фауна
Манилайд покрыт береговыми лугами и кустарниками можжевельника. Остров является местом обитания редких видов растений и водоплавающих птиц.
В 1991 году на острове создан ландшафтный заказник Мания площадью 204 га.
На острове есть 338 видов растений, из которых 12 охраняются, среди них: синеголовник приморский, бровник одноклубневый, пальчатокоренник мясо-красный, дремлик болотный, тайник яйцевидный, ятрышник шлемоносный, прострел луговой.
На Манилайде гнездится 81 вид птиц, среди которых: болотный лунь, чернозобик, галстучник, турухтан, большой веретенник, травник, камнешарка, речная крачка, малая крачка, полярная крачка, болотная сова, обыкновенный жулан и ястребиная славка.
Также на острове живут енотовидная собака, европейская норка, камышовая жаба.
На острове есть 338 видов растений, из которых 12 охраняются, среди них: синеголовник приморский, бровник одноклубневый, пальчатокоренник мясо-красный, дремлик болотный, тайник яйцевидный, ятрышник шлемоносный, прострел луговой.

## История

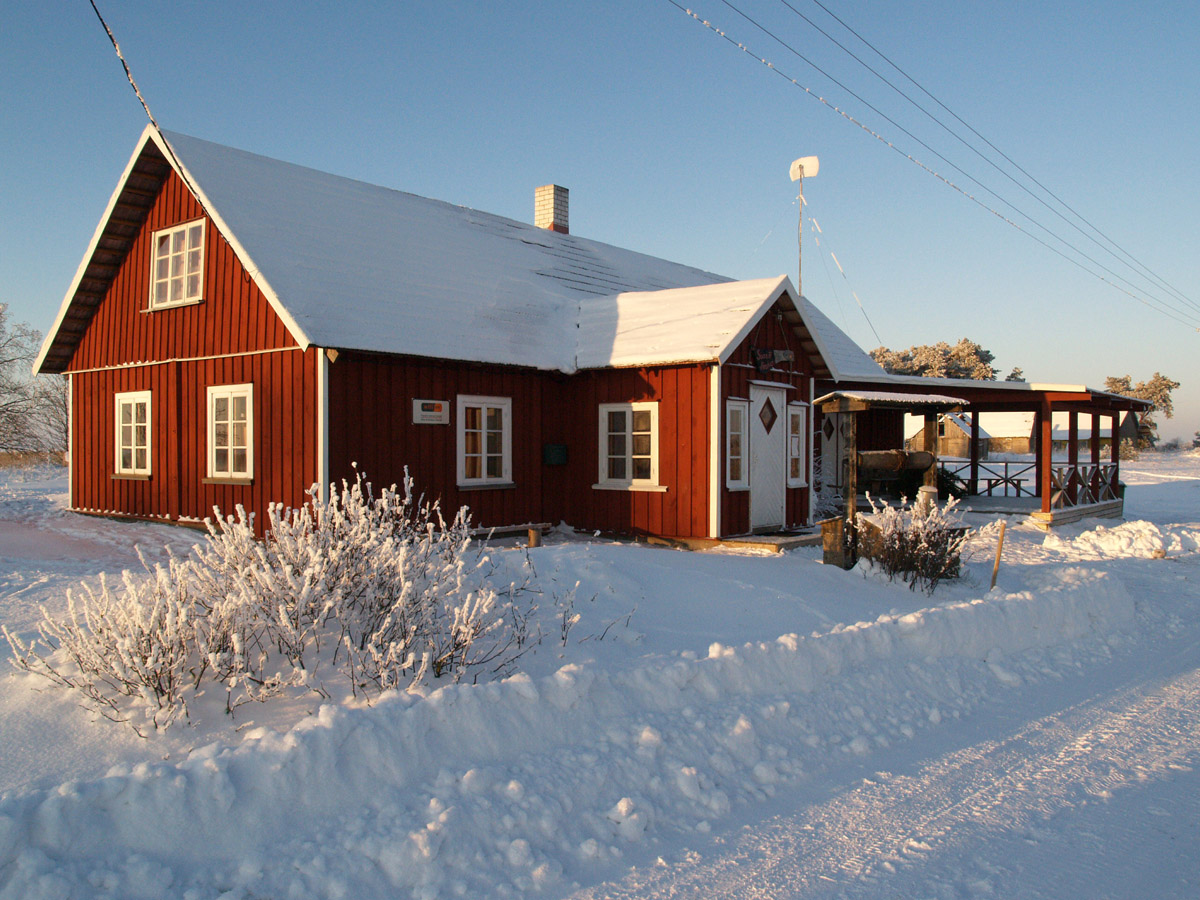
Сельский центр деревни Мания

Первое упоминание об острове в письменных источниках датируется 1560 годом. В 1933 году 22 семьи, или 79 человек, переехали на остров с перенаселенного Кихну. На это было получено специальное разрешение Эстонии. Остров был разделен на равные пространства для новых поселенцев. В январе 2005 года остров сильно пострадал от шторма и был почти полностью затоплен. Повреждения, нанесенные штормом, с тех пор были устранены.

## Достопримечательности

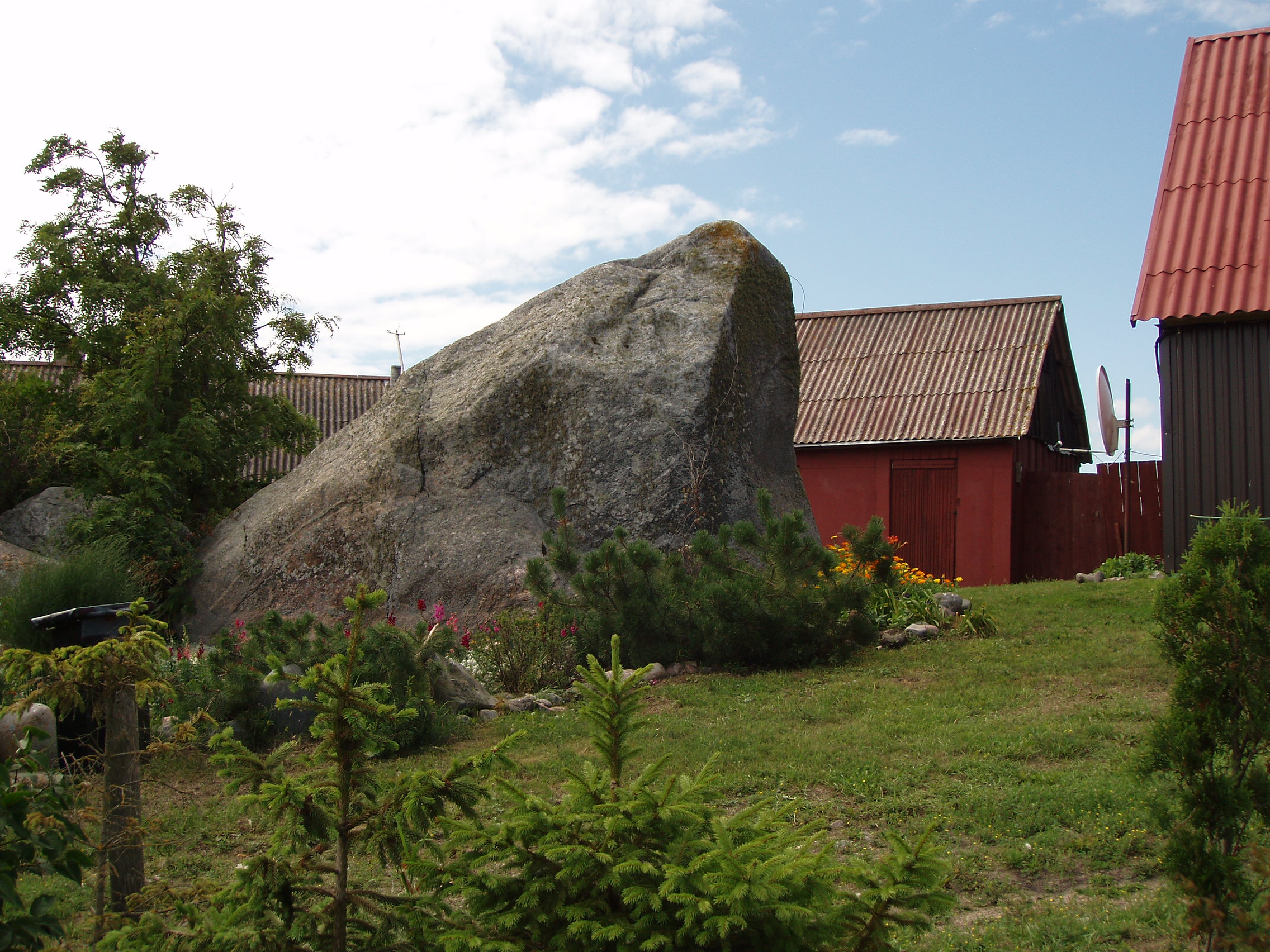
Валун Коккыкиви

На острове находится природоохранный объект — ледниковый валун Коккыкиви (эст. Kokkõkivi), другое название Коткакиви (эст. Kotkakivi), высотой около 3 метров.

## Культура
С прибытием иммигрантов с Кихну. Культура острова также переместилась в Манилайд. Наиболее заметным выражением культуры является национальная одежда, которую до сих пор обычно носят женщины.